# Carmen Martínez Ten
Carmen Martínez Ten (Madrid, 27 de noviembre de 1953) es una médica y política española.  Desde junio de 2015 es diputada de la Asamblea de Madrid por el PSOE, presidenta del Grupo Parlamentario Socialista y portavoz de la Comisión de la Mujer. Fue presidenta del Consejo de Seguridad Nuclear del año 2006 hasta diciembre de 2012 siendo sustituida por Fernando Martí Scharfhausen.

## Biografía
Nacida el 27 de noviembre de 1953 en Madrid, es licenciada en Medicina por la Universidad Complutense de Madrid, se especializó en Ginecología y Obstetricia. Accedió por oposición a la Administración General del Estado y al Ayuntamiento de Madrid, desempeñando trabajos relacionados con la gestión y dirección de servicios sanitarios. Militante del Partido Socialista Obrero Español, de 1988 a 1991 fue directora general del Instituto de la Mujer, adscrito entonces al Ministerio de Asuntos Sociales con Matilde Fernández como ministra. Después trabajó como asesora del Gabinete del Ministro de Sanidad, al tiempo que presidía la Federación de Mujeres Progresistas. Fue elegida diputada de la V legislatura de la Asamblea de Madrid, renunciando al escaño el 19 de octubre de 2001 y siendo sustituida por Antonio Chazarra Montiel, para ser elegida consejera del Consejo de Seguridad Nuclear. De 2006 a 2012 ha sido presidenta de dicho Consejo.
A nivel profesional participa en distintos órganos consultivos y de asesoramiento de la Universidad Politécnica de Madrid, la Escuela Técnica Superior de Ingenieros de Minas, la Comisión Nacional de la Energía, Grupo de Reguladores de Seguridad Nuclear de la Unión Europea y es representante de España en diversos grupos internacionales sobre seguridad nuclear como el Foro Iberoamericano de Organismos Reguladores Radiológicos y Nucleares y la Asociación de Reguladores Nucleares de los países del Oeste de Europa (Western European Nuclear Regulators Association WENRA).
Dentro del Partido Socialista ha ocupado distintas responsabilidades dentro de la Comisión Ejecutiva Federal. Asimismo, ha sido miembro del consejo de redacción de la revista Leviatán y miembro del patronato de la Fundación Progreso Global.
En 2015 fue elegida diputada de la x legislatura de la Asamblea de Madrid. En esta legislatura es presidenta del Grupo Parlamentario Socialista, portavoz de la Comisión de Mujer, vocal de la Comisión de Sanidad y miembro titular de la Diputación Permanente.